# Parc provincial de Silver Lake
Le parc provincial de Silver Lake (en anglais : Silver Lake Provincial Park) est un parc provincial de la Colombie-Britannique, au Canada. Le parc protège une partie du bassin du fleuve Fraser et plus particulièrement le lac Silver (Silver Lake).

## Géographie
Le parc est situé au sud-ouest de la Colombie-Britannique, dans le district régional de Fraser Valley dans le nord de la chaîne des Cascades. Situé à proximité de Hope, il abrite une partie du bassin hydrographique du fleuve Fraser. Il a une superficie de 77 ha et son nom provient du lac Silver (Silver Lake), qui se forme sur le cours de ruisseau Silverhope Creek. Le lac Silver à une superficie de 35 ha.

## Milieu naturel
Les trois espèces principales d'arbres dans la région sont la Pruche de l'Ouest, le Sapin de Douglas et le Thuya géant de Californie. Sous ceux-ci poussent le Polystic à épées, la Gaulthérie shallon et le Lysichite blanc.
Le lac accueille la Truite arc-en-ciel et la Truite fardée. Les mammifères de passage sont représentés par le Cerf hémione et l'Ours noir.